# Wanted (filme de 2008)
Wanted é um filme estadunidense de ação. Foi lançado em 22 de agosto de 2008. O longa-metragem é escrito por Chris Morgan, Michael Brandt e Derek Haas, dirigido por Timur Bekmambetov, e as estrelas James McAvoy, Angelina Jolie, Morgan Freeman, Thomas Kretschmann, Common, Terence Stamp,  Konstantin Khabensky e pieterse. Baseado na série de quadrinhos criada por Mark Millar e publicada, nos Estados Unidos, pela Top Cow Productions.

## Enredo
Wesley Gibson (James McAvoy) é um contador de Chicago que é traído pela namorada com o melhor amigo Barry, trabalha para Janet, uma insuportável mulher que vive de criticar Wesley. Wesley se julga até o momento fraco e insignificante. Mas ao mesmo tempo, no edifício Metropolitan, seu pai está em uma missão de assassinato, onde no topo do edifício, mata cinco pessoas, realizando extraordinárias proezas como atirar balas esquivas e uma força e velocidade impressionante. Mas no fim da missão, ao falar com outro assassino, Cross, leva um tiro na cabeça de uma bala de uma longa distância, atravessando toda a cidade até acertar o alvo.
Nesse meio tempo, Wesley, ao comprar o medicamento para os seus ataques de ansiedade, onde tudo parece se mover em câmera lenta, ele conhece uma mulher chamada Fox (Angelina Jolie) que o informa sobre a morte de seu pai e revela que o outro assassino Cross estava os seguindo. Acontece uma grande cena de perseguição em alta velocidade, onde Wesley e Fox vão a uma fábrica de tecelagem, onde se encontram com Sloan (Morgan Freeman), e outros assassinos como o pai de Wesley, e revela a Wesley que seu pai pertencia à Fraternidade, um grupo de assassinos do destino que têm como lema "matar um para salvar mil", deixando-o muitos bens substanciais, e da qual Wesley também deveria fazer parte. Sloan entrega a Wesley uma pistola e o pede para atirar nas asas das moscas que voavam numa lata de lixo. Após arrancar as asas de três moscas, Wesley foge da fábrica, sem acreditar em tudo que ouviu.
Wesley se encontra com Fox e volta para a tecelagem para treinar para ser um assassino. Com o reparador que conserta "uma vida inteira de maus hábitos", o senta numa cadeira e o pergunta "Por que você está aqui?" e a cada resposta errada dá um soco em Wesley. O açougueiro o ensina como usar facas, e o armeiro o ensinará a usar armas de todos os tipos. Em um banho de glóbulos brancos, ele conhece um russo que domestica ratos, e mostra o poder explosivo impressionantemente grande de um rato, e pergunta o que aconteceria se fossem mil ratos.
Após continuar o treinamento suicida de Fox, Wesley conhece o antigo quarto de seu pai, e então decide seguir os passos de seu pai para matar Cross. Apos concluir o treinamento, ao finalmente realizar um perfeito tiro que se esquivou de Fox, Sloan conta para Wesley a origem dos nomes dos alvos que vem em códigos binários a partir do tear. A primeira missão de Wesley é matar um empresário em plena reunião do conselho, Wesley hesita em puxar o gatilho.
Após mais missões, Wesley decide voltar na casa da namorada, onde a encontra com Barry, e recolhe a arma que havia escindido dentro do vaso sanitário. A garota brava por causa do sumiço de Wesley, grita com ele, desprezando-o, e uma hora Fox entra na casa e para provocar a garota, beija Wesley deixando a menina incrédula. Na saída do prédio, Wesley vê Cross correndo pela rua, e decide correr atrás dele. Logo, o Armeiro, Fox e o Reparador se juntam a Wesley na perseguição. Wesley, acidentalmente, acaba por matar o homem russo dos ratos, que diz sua última palavra "mil. Cross dá um último disparo, que acaba por acertar o braço de Wesley.
Fox, depois recebe a missão de matar Wesley, que nesse meio tempo avalia a bala que o atingiu e acaba por descobrir que quem desenhou a bala foi um homem chamado Pekwarsky, que é forçado por Wesley e Fox a marcar um encontro com Cross numa estação ferroviária. Mas Pekwarsky foge deixando Fox e Wesley para trás, mas Wesley consegue ver Cross dentro do trem e embarca a procura dele. Ele encontra Cross e começa uma troca de tiros com cross. Enquanto isso, Fox rouba o carro de um casal de idosos e entra com o carro no trem para ajudar Wesley. Apos os trio descarrilhar o trem em uma ponte que dava em um penhasco, Wesley descobre que Cross era seu pai e que a Fraternidade era uma fraude. Então Fox afirma isso e fala que o nome de Cross simplesmente apareceu, e tenta atirar em Wesley, mas este foge levando o corpo de seu pai.
Wesley então acorda na casa de Cross que ficava do lado da casa de sua ex-namorada, comprovando o que Cross disse antes de morrer. Pekwarsky aparece dizendo que Cross estava tentando proteger Wesley, pois Sloan havia criado novos alvos após seu próprio nome aparecer do tear, incriminando Cross que havia descoberto isso. Wesley então decide terminar o verdadeiro plano de seu pai: destruir a Fraternidade, explodindo mil ratos na fábrica (como disse o Russo), então entrando na fábrica matando o reparador, o açougueiro e dezenas de outros funcionários.
Ao finalmente chegar na sala circular do Sloan, Fox, o Armeiro e outros membros da Fraternidade entram junto formando um perfeito círculo onde Wesley está no meio. Então Sloan chega na sala e ouve Wesley dizer o plano de Sloan de ter total controle. Sloan então mostra o nome de Fox, do Armeiro e de todos na sala, convencendo-os a matar Wesley, e sai da sala. Fox então, percebe a perfeita posição de todos da sala e, como o nome de todos apareceu, Fox faz um perfeito tiro que penetra na cabeça de todos da sala em um perfeito círculo, derrubando um por um, e entrega sua arma a Wesley, antes da bala terminar o círculo e voltar para a cabeça entregue de sua atiradora, matando a Fox e todos do círculo, menos Wesley e Sloan, que havia saído antes.
Depois Sloan aparece no lugar do antigo emprego de Wesley, pronto para matá-lo, mas o que parecia ser Wesley era só uma isca, e então, do nada uma bala penetra a cabeça de Sloan, do mesmo jeito que a do falso pai de Wesley, sendo dessa vez Wesley o atirador, dizendo: - O que você vai fazer da vida?[carece de fontes?]

## Elenco
Abaixo a lista do elenco principal.
- Estúdio: Herbert Richers (RJ)
- Mídia: DVD / TV Paga / Televisão / Amazon Prime / Netflix
- Direção: Marlene Costa

| Personagem    | Ator / Atriz         | Dublagem          |
| ------------- | -------------------- | ----------------- |
| Wesley Gibson | James McAvoy         | Marcos Souza      |
| Fox           | Angelina Jolie       | Miriam Ficher     |
| Sloan         | Morgan Freeman       | Márcio Simões     |
| Pekwarsky     | Terence Stamp        | Roberto Macedo    |
| Cross         | Thomas Kretschmann   | Ricardo Schnetzer |
| Armador       | Common               | Ronaldo Júlio     |
| Cathy         | Kristen Hager        | Fernanda Baronne  |
| Reparador     | Marc Warren          | Clécio Souto      |
| Sr. X         | David O'Hara         | Reginaldo Primo   |
| Açougueiro    | Dato Bakhdatze       | Maurício Berger   |
| Barry         | Chris Pratt          | Thiago Fagundes   |
| Exterminador  | Konstantin Khabensky | Duda Ribeiro      |
| Janice        | Lorna Scott          | Marlene Costa     |

## Produção

### Escrita
A minissérie em quadrinhos Wanted de Mark Millar e JG Jones primeiro atraiu a atenção da Universal Pictures, logo depois o executivo Jeff Kirschenbaum, um fã de quadrinhos que procurava uma adaptação para o cinema e, encorajou o estúdio para pegar os direitos da minissérie. Em 2004, o produtor Marc Platt configurar desenvolvimento a adaptação para o cinema. Em dezembro de 2005 o diretor russo Timur Bekmambetov foi confirmado ao projeto para dirigir o filme e, com o roteiro sendo escrito por Derek Haas e Brandt Michael.
O diretor Timur Bekmambetov disse que o filme iria manter os mesmos personagens da minissérie, algo que não aconteceu. Em julho de 2006, o roteirista Chris Morgan foi contratado para revisar o  roteiro escrito por Derek Haas e Brandt Michael.

### As filmagens
O início das filmagens ocorreram em Chicago, no início de abril de 2007. Diversas cenas de perseguição, incluindo um com um helicóptero voando baixo, foram filmadas em Chicago durante dois dias, em Wacker Drive ao longo do Rio Chicago. A produção se mudou para a República Checa no final de maio, prevista para 12 semanas de filmagem.
Oito empresas de efeitos visuais trabalharam no filme, com a maioria do trabalho a ser feito pela empresa na Bekmambetov Bazelevs. Outras cenas foram gravadas no Metro de Chicago, Três cenas de ação, vários elementos foram gerados por computador Algumas das cenas de ação tinham os atores praticando parkour e free running.

## Recepção

### Critica e Bilheteria
O filme recebeu críticas positivas. Os críticos do website Rotten Tomatoes deu ao filme 72%, com base em 193 comentários de críticos, com uma avaliação média de 6,5 em 10. Consenso geral do site disse que "Procurado é um passeio de emoção feito sob medida para o público de Verão ".
Com um orçamento de U$ 75 milhões, o longa-metragem apurou $ 134.508.551 nos Estados Unidos, No Brasil foi apurado $4,907,518 milhões de dólares, no total mundial de $206,924,701.

### Indicações
O longa-metragem não ganhou nenhum premio notável, veja abaixo as indicações.
- Oscar 2009 - Indicações[16]
  - Melhor Som
  - Melhor Edição de Som
- MTV Movie Awards[17]
  - Melhor Atriz (Angelina Jolie)
  - Melhor Beijo (Angelina Jolie e James McAvoy)

## Sequência
Mesmo antes do lançamento do filme, Mark Millar anunciou que o diretor Timur Bekmambetov estava planejando uma continuação. O Procurado foi uma das maiores surpresas das bilheterias em 2008, quando faturou US$ 341 milhões nos cinemas de todo mundo. A dupla de roteiristas Derek Haas e Michael Brandt já concluiu seu trabalho e, no momento, os produtores procuram uma nova atriz para estrelar o longa.